# Limnas veresczaginii
Limnas veresczaginii är en gräsart som beskrevs av Porphyriy Nikitich Krylov och Boris Konstantinovich Schischkin. Limnas veresczaginii ingår i släktet Limnas och familjen gräs. Inga underarter finns listade i Catalogue of Life.